# 東日本中学生ラグビーフットボール大会
東日本中学生ラグビーフットボール大会は、関東ラグビーフットボール協会が主催するジュニア・ラグビー（中学生による12人制ラグビー）の大会である。毎年１０月ー１２月に関東地方で開催され、北海道、東北、関東、上信越の地域の中学生が参加する。

## 大会概要
中学校の部は各県の予選を勝ち上がった中学校チームによって行われる。２０１７年の大会は東京都4チーム、神奈川県３チーム、埼玉栃木３チーム、茨城千葉１チーム、山梨長野新潟１チーム、山形１チーム、秋田１チーム、岩手１チーム、北海道１チームの１６チームが出場した。中学校の全国ジュニアの予選は、中学校県選抜チームにて７月の菅平の東日本ジャンボリーにて行われる。
ラグビースクールの部はラグビースクールの県選抜チームで行われ、上位チームは１２月末に東大阪市花園ラグビー場で行われる全国ジュニアラグビーフットボール大会へ出場する。

## 歴代優勝チーム
| 回       | 年   | 中学校の部               | 中学校の部               | ラグビースクールの部        | ラグビースクールの部 |
|          |      | 優勝                     | 準優勝                   | 優勝                        | 準優勝               |
| -------- | ---- | ------------------------ | ------------------------ | --------------------------- | -------------------- |
| 第３７回 | 2017 | 茗渓学園 （茨城）        | 桐蔭学園（神奈川）       | 神奈川県RS選抜              | 東京都RS選抜         |
| 第３６回 | 2016 | 茗渓学園 （茨城）        | 本郷（東京）             | 神奈川県RS選抜              | 東京都RS選抜         |
| 第３５回 | 2015 | 秋田市立将軍野中（秋田） | 國學院久我山（東京）     | 神奈川県RS選抜              | 東京都RS選抜         |
| 第３４回 | 2014 | 國學院久我山（東京）     | 桐蔭学園（神奈川）       | 神奈川県RS選抜              | 東京都RS選抜         |
| 第３３回 | 2013 | 桐蔭学園（神奈川）       | 國學院久我山（東京）     | 東京都RS選抜 神奈川県RS選抜 |                      |
| 第３２回 | 2012 | 茗渓学園 (茨城）         | 國學院久我山（東京）     | 東京都RS選抜                | 神奈川県RS選抜       |
| 第３１回 | 2011 | 慶應義塾普通部（神奈川） | 茗渓学園 (茨城）         | 神奈川県RS選抜              | 北海道RS選抜         |
| 第３０回 | 2010 | 秋田北（秋田）           | 世田谷区立千歳中（東京） | 神奈川県RS選抜              | 千葉県RS選抜         |
| 第２９回 | 2009 | 茗渓学園 (茨城）         | 國學院久我山（東京）     | 東京都RS選抜                | 神奈川県RS選抜       |
| 第２８回 | 2008 | 國學院久我山（東京）     | 明大中野（東京）         | 東京都RS選抜                | 神奈川県RS選抜       |
| 第２７回 | 2007 | 清真学園（茨城）         | 男鹿東（秋田）           | 神奈川県RS選抜              | 東京都RS選抜         |
| 第２６回 | 2006 | 國學院久我山（東京）     | 清真学園（茨城）         | 東京都RS選抜                | 群馬県RS選抜         |
| 第２５回 | 2005 | 茗渓学園 (茨城）         | 國學院久我山（東京）     |                             |                      |
| 第２４回 | 2004 | 國學院久我山（東京）     | 茗渓学園 (茨城）         |                             |                      |
| 第２３回 | 2003 | 國學院久我山（東京）     | 北中野（東京）           |                             |                      |

（関東ラグビー協会HP 参照）
- 公式記録 2003 - 2015
- 公式記録 2016 -